# کازواکی یوشیناگا
کازواکی یوشیناگا (انگلیسی: Kazuaki Yoshinaga؛ زادهٔ ۱۷ مارس ۱۹۶۸) بازیکن فوتبال اهل ژاپن است.